# Plaisance (Aveyron)
Pour les articles homonymes, voir Plaisance.
Plaisance est une commune française située dans le département de l'Aveyron en région Occitanie. Ses habitants sont appelés les Plaisançais.

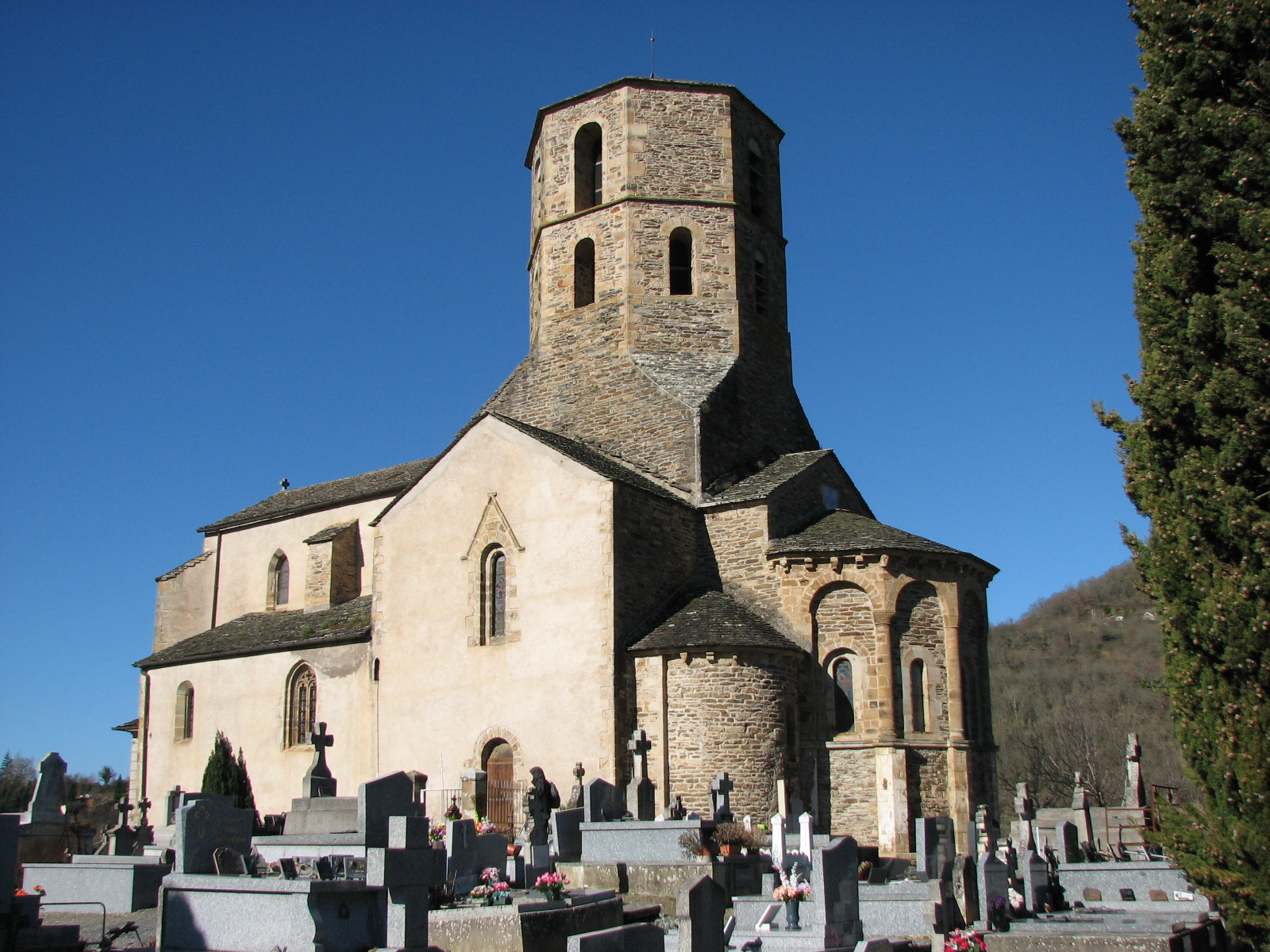
Eglise Saint Martin

Le patrimoine architectural de la commune comprend deux  immeubles protégés au titre des monuments historiques : l'église Saint Martin, classée en 1929, et une croix, classée  en 1929.

## Géographie

### Localisation
Située dans le sud du département de l'Aveyron, la commune est limitrophe du Tarn.

### Communes limitrophes
Les communes limitrophes sont  Balaguier-sur-Rance, Coupiac, Curvalle et La Bastide-Solages.
| La Bastide-Solages |                     | Coupiac |
| Curvalle (Tarn)    | Plaisance           |         |
|                    | Balaguier-sur-Rance |         |

### Hameaux et lieux-dits
La Fon del Mas, Mialet, Lamayous, Saint-Laurent.

### Géologie et relief
Plaisance est une commune du Massif central, située dans le parc naturel régional des Grands Causses.

### Hydrographie

#### Réseau hydrographique

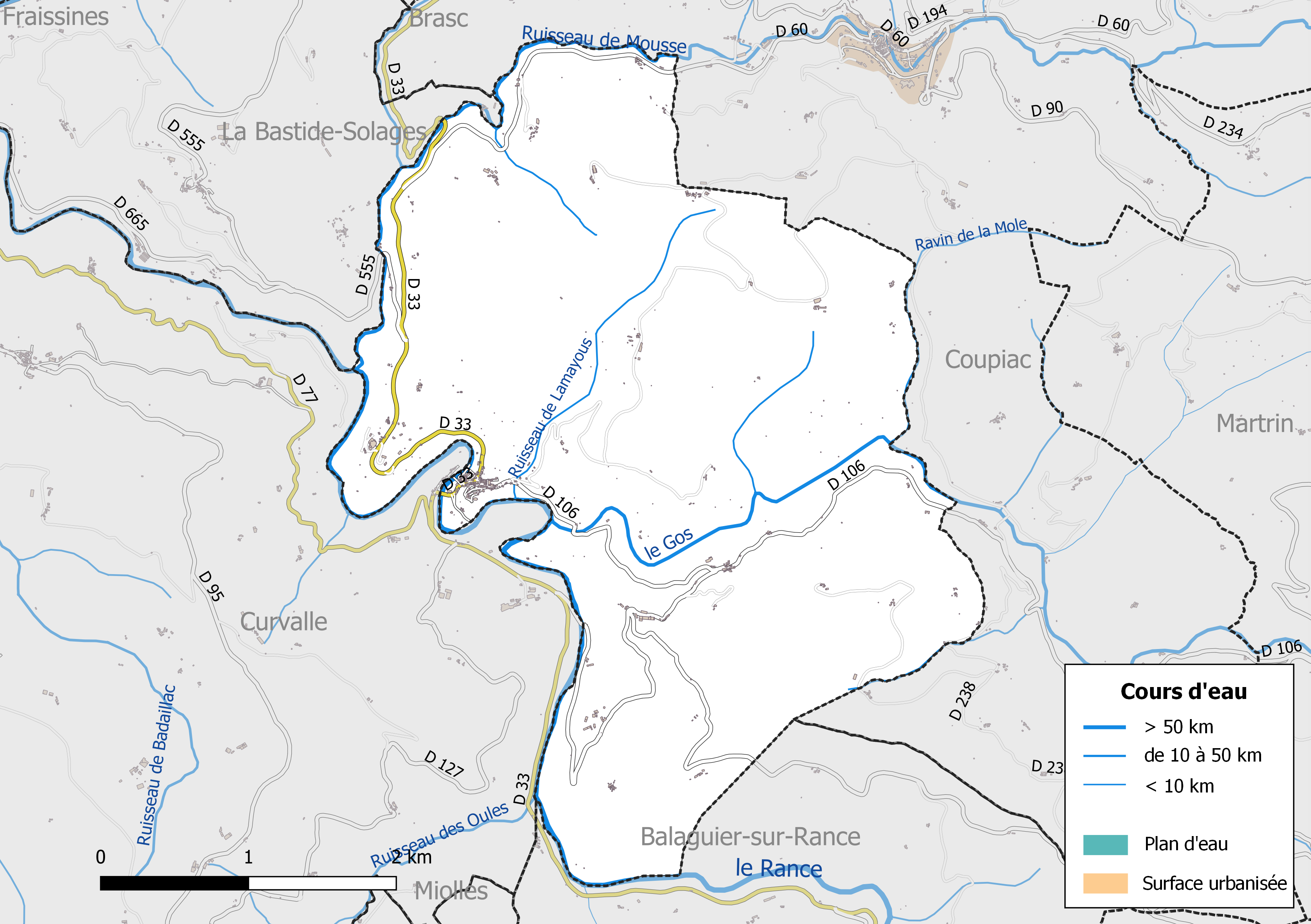
Réseaux hydrographique et routier de Plaisance.

La commune est drainée par le Rance, le Gos, le Ruisseau de Mousse, le ravin de la Mole, le ruisseau de Lamayous et par divers petits cours d'eau.
Le Rance, d'une longueur totale de 63,5 km, prend sa source dans la commune de Murasson et se jette  dans le Tarn à La Bastide-Solages, après avoir arrosé 12 communes.
Le Gos, d'une longueur totale de 17 km, prend sa source dans la commune de Saint-Juéry et se jette  dans le Rance à Plaisance, après avoir arrosé 4 communes.
Le Ruisseau de Mousse, d'une longueur totale de 13,4 km, prend sa source dans la commune de Martrin et se jette  dans le Rance à La Bastide-Solages, après avoir arrosé 5 communes.

### Climat
Pour des articles plus généraux, voir Climat de l'Occitanie et Climat de l'Aveyron.
En 2010, le climat de la commune est de type climat méditerranéen altéré, selon une étude s'appuyant sur une série de données couvrant la période 1971-2000. En 2020, Météo-France publie une typologie des climats de la France métropolitaine dans laquelle la commune est dans une zone de transition entre le climat océanique altéré et le climat de montagne et est dans la région climatique Sud-est du Massif Central, caractérisée par une pluviométrie annuelle de 1 000 à 1 500 mm, minimale en été, maximale en automne.
Pour la période 1971-2000, la température annuelle moyenne est de 13,1 °C, avec une amplitude thermique annuelle de 15,7 °C. Le cumul annuel moyen de précipitations est de 779 mm, avec 10,4 jours de précipitations en janvier et 6 jours en juillet. Pour la période 1991-2020, la température moyenne annuelle observée sur la station météorologique la plus proche, située sur la commune de La Bastide-Solages à 3 km à vol d'oiseau, est de 13,5 °C et le cumul annuel moyen de précipitations est de 950,8 mm,. Pour l'avenir, les paramètres climatiques de la commune estimés pour 2050 selon différents scénarios d'émission de gaz à effet de serre sont consultables sur un site dédié publié par Météo-France en novembre 2022.

### Milieux naturels et biodiversité

#### Espaces protégés
La protection réglementaire est le mode d’intervention le plus fort pour préserver des espaces naturels remarquables et leur biodiversité associée.
Dans ce cadre, la commune fait partie d'un espace protégé, le Parc naturel régional des Grands Causses, créé en 1995 et d'une superficie de 327 937 ha, s'étend sur 97 communes. Ce territoire rural habité, reconnu au niveau national pour sa forte valeur patrimoniale et paysagère, s’organise autour d’un projet concerté de développement durable, fondé sur la protection et la valorisation de son patrimoine,,.

#### Zones naturelles d'intérêt écologique, faunistique et floristique
L’inventaire des zones naturelles d'intérêt écologique, faunistique et floristique (ZNIEFF) a pour objectif de réaliser une couverture des zones les plus intéressantes sur le plan écologique, essentiellement dans la perspective d’améliorer la connaissance du patrimoine naturel national et de fournir aux différents décideurs un outil d’aide à la prise en compte de l’environnement dans l’aménagement du territoire.
Le territoire communal de Plaisance comprend une ZNIEFF de type 1,, 
la « Rivière du Rance » (419 ha), couvrant 6 communes dont 5 dans l'Aveyron et 1 dans le Tarn
, et une ZNIEFF de type 2,, 
la « Vallée du Rance » (2 781 ha), qui s'étend sur 12 communes dont 11 dans l'Aveyron et 1 dans le Tarn.

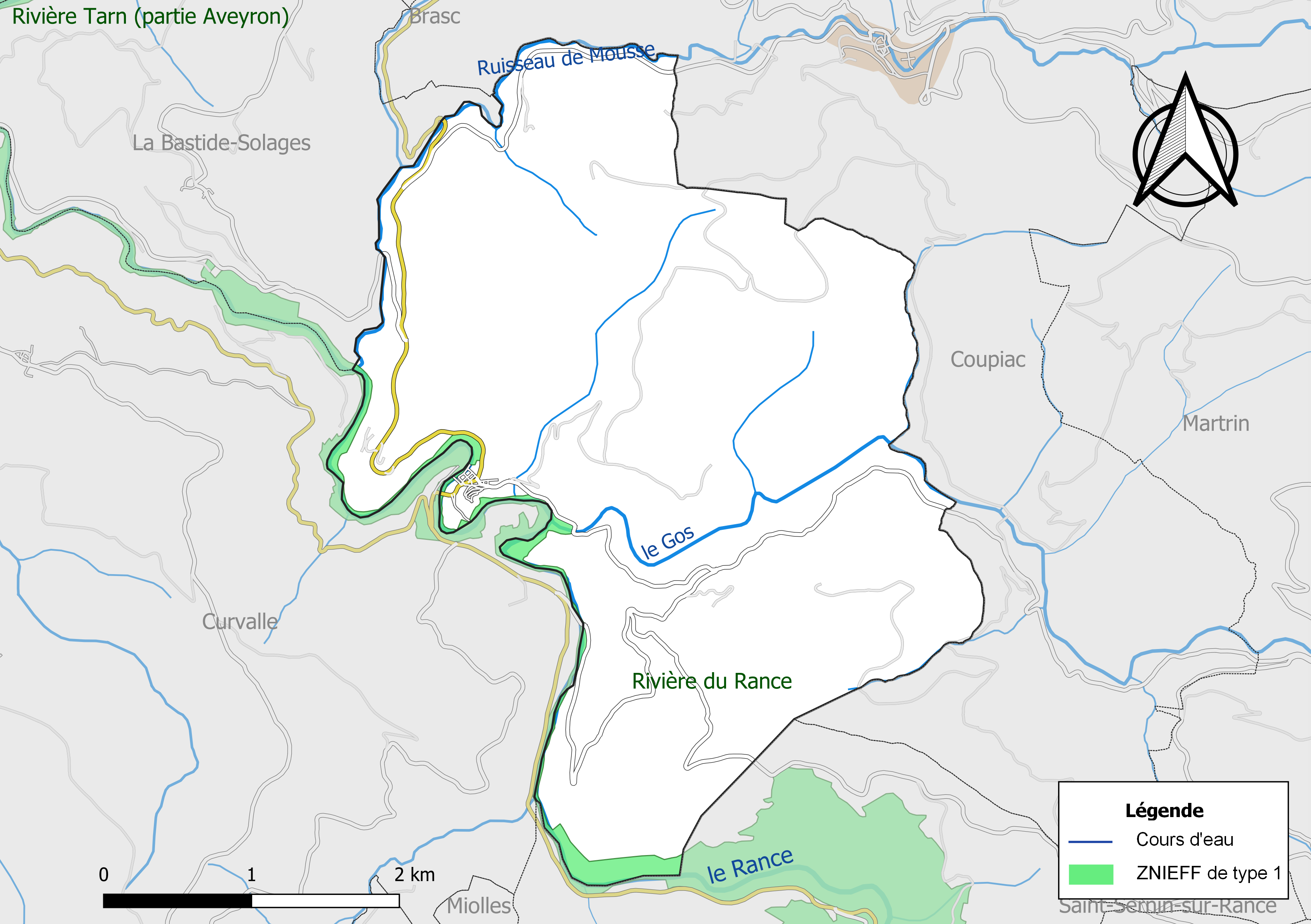
Carte de la ZNIEFF de type 1 de la commune.
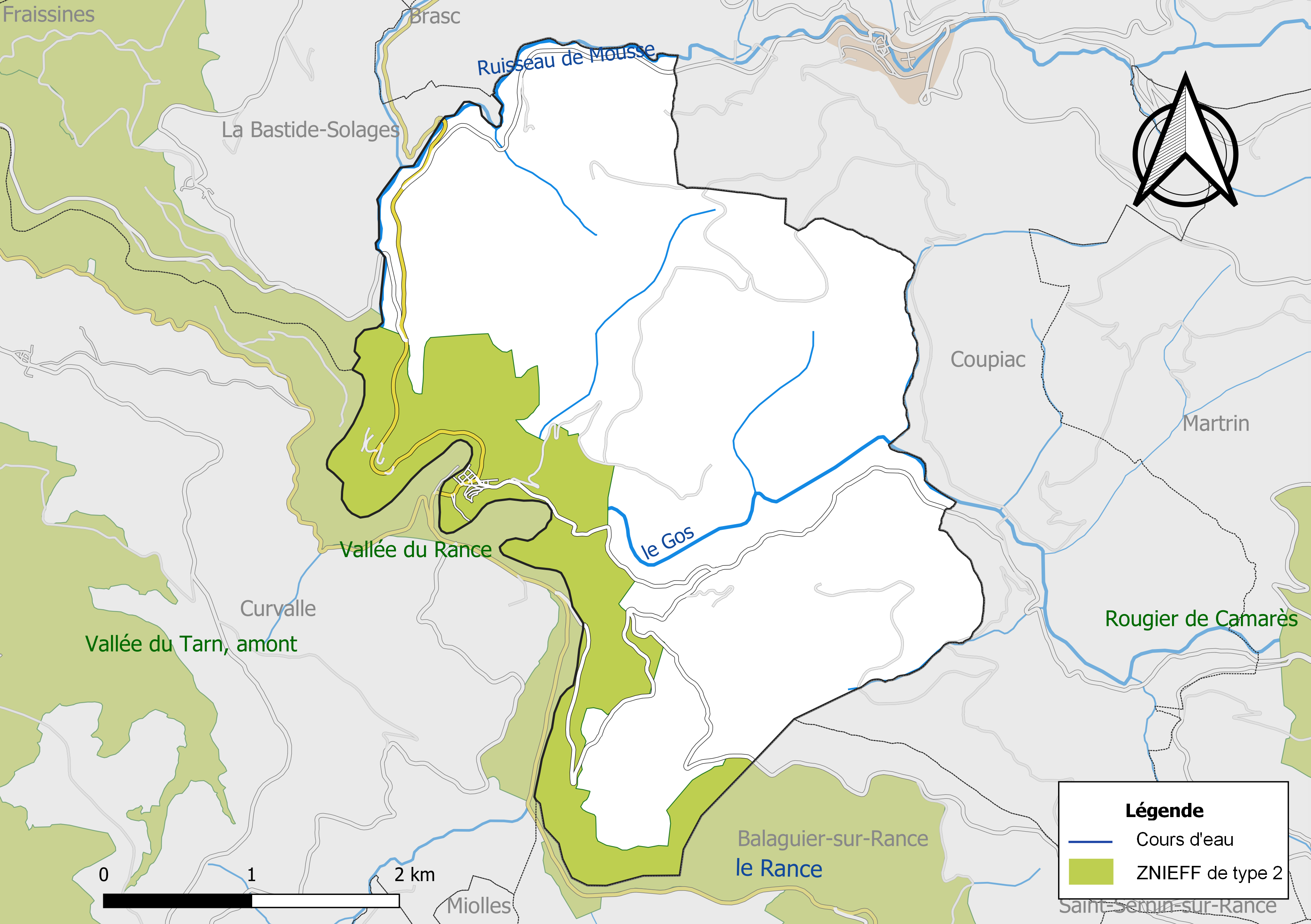
Carte de la ZNIEFF de type 2 de la commune.

## Urbanisme

### Typologie
Au 1er janvier 2024, Plaisance est catégorisée commune rurale à habitat très dispersé, selon la nouvelle grille communale de densité à sept niveaux définie par l'Insee en 2022.
Elle est située hors unité urbaine et hors attraction des villes,.

### Occupation des sols

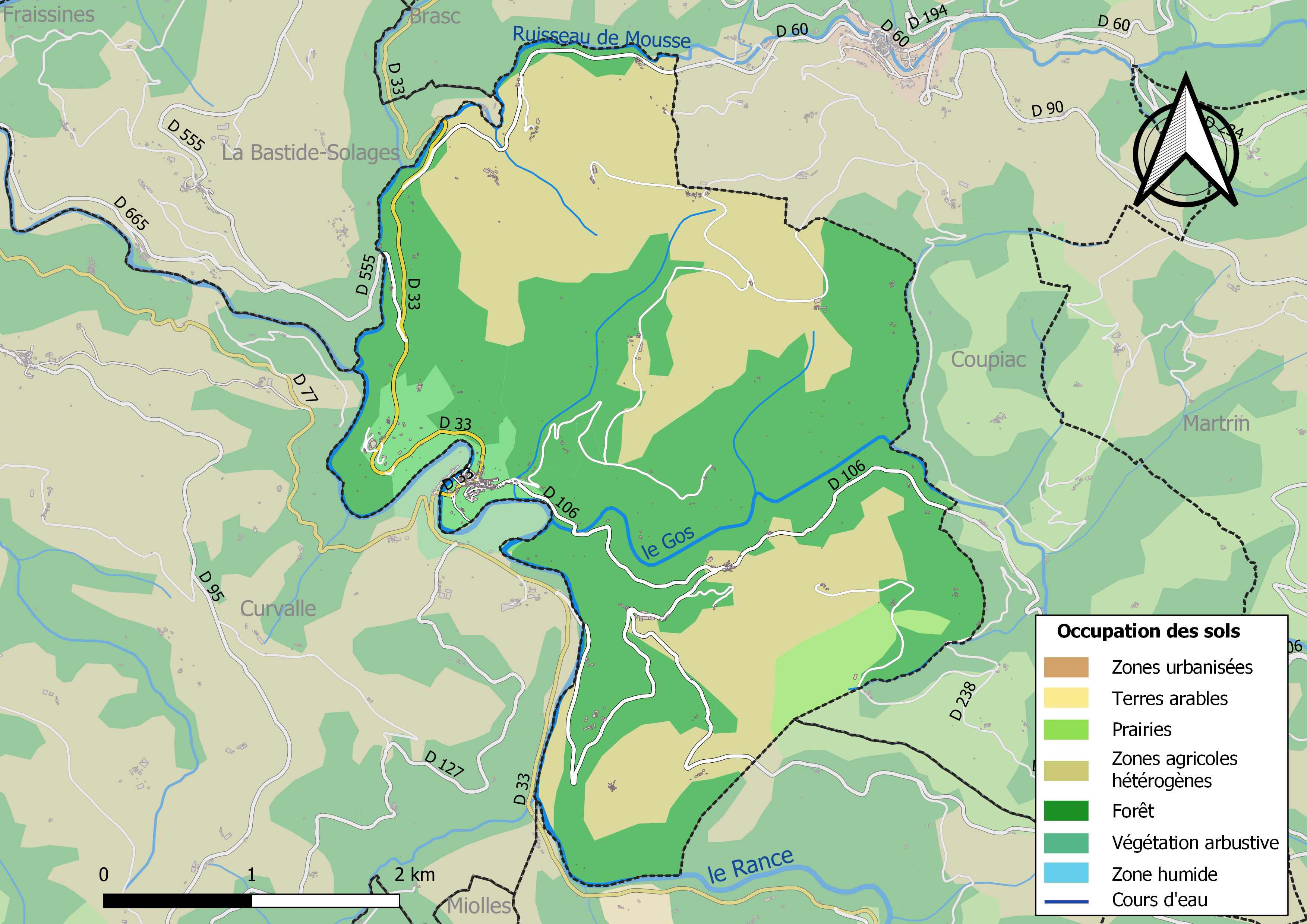
Infrastructures et occupation des sols de la commune de Plaisance.

L'occupation des sols de la commune, telle qu'elle ressort de la base de données européenne d’occupation biophysique des sols Corine Land Cover (CLC), est marquée par l'importance des forêts et milieux semi-naturels (57,8 % en 2018), une proportion sensiblement équivalente à celle de 1990 (57,6 %). La répartition détaillée en 2018 est la suivante : 
forêts (53,7 %), zones agricoles hétérogènes (39,3 %), milieux à végétation arbustive et/ou herbacée (4 %), prairies (3 %).

### Planification
La loi SRU du 13 décembre 2000 a incité fortement les communes à se regrouper au sein d’un établissement public, pour déterminer les partis d’aménagement de l’espace au sein d’un SCoT, un document essentiel d’orientation stratégique des politiques publiques à une grande échelle. La commune est dans le territoire du SCoT du Parc naturel régional des Grands Causses, approuvé le vendredi 7 juillet 2017 par le comité syndical et mis à l’enquête publique en décembre 2019. La structure porteuse est le Pôle d'équilibre territorial et rural du PNR des Grands Causses, qui associe huit communautés de communes, notamment la communauté de communes Saint Affricain, Roquefort, Sept Vallons, dont la commune est membre.
La commune ne disposait pas en 2017 de document d'urbanisme opérationnel et le règlement national d'urbanisme s'appliquait donc pour la délivrance des permis de construire.

### Risques majeurs
Le territoire de la commune de Plaisance est vulnérable à différents aléas naturels : inondations, climatiques (hiver exceptionnel ou canicule), feux de forêts et séisme (sismicité très faible).
Il est également exposé à un risque technologique, le transport de matières dangereuses, et à un risque particulier, le risque radon,.

#### Risques naturels

Zones inondables de la commune de Plaisance.

Certaines parties du territoire communal sont susceptibles d’être affectées par le risque d’inondation par débordement du Rance. Les dernières grandes crues historiques, ayant touché plusieurs parties du département, remontent aux 3 et 4 décembre 2003 (dans le bassin du Lot, de l'Aveyron, du Viaur et du Tarn) et au 28 novembre 2014 (bassins de la Sorgues et du Dourdou). Ce risque est pris en compte dans l'aménagement du territoire de la commune par le biais du Plan de prévention du risque inondation (PPRI) du bassin du « Rance », approuvé le 9 octobre 2015.
Le Plan départemental de protection des forêts contre les incendies découpe le département de l’Aveyron en sept « bassins de risque » et définit une sensibilité des communes à l’aléa feux de forêt (de faible à très forte). La commune est classée en sensibilité moyenne.

#### Risques technologiques
Le risque de transport de matières dangereuses sur la commune est lié à sa traversée par une route à fort trafic. Un accident se produisant sur une telle infrastructure est en effet susceptible d’avoir des effets graves au bâti ou aux personnes jusqu’à 350 m, selon la nature du matériau transporté. Des dispositions d’urbanisme peuvent être préconisées en conséquence.

#### Risque particulier
Dans plusieurs parties du territoire national, le radon, accumulé dans certains logements ou autres locaux, peut constituer une source significative d’exposition de la population aux rayonnements ionisants. Toutes les communes du département sont concernées par le risque radon à un niveau plus ou moins élevé. Selon le dossier départemental des risques majeurs du département établi en 2013, la commune de Plaisance est classée à risque faible. Un décret du 4 juin 2018 a modifié la terminologie du zonage définie dans le code de la santé publique et a été complété par un arrêté du 27 juin 2018 portant délimitation des zones à potentiel radon du territoire français. La commune est désormais en zone 1, à savoir zone à potentiel radon faible.

## Histoire
La ville eut des privilèges dès 1298 et compta jusqu'à quatre foires actives. On y trouvait une léproserie, aujourd'hui disparue.
Plaisance appartenait aux comtes de Toulouse, à qui l'on doit la construction d'un château au XIIIe siècle. Elle passa ensuite comme fief aux comtes de Rodez, puis fut vendue en 1460 à la maison de Castelpers-Panat, avec tous les droits seigneuriaux et dépendances.
Au cours des Guerres de religion, la ville fut prise par les protestants puis reprise par les catholiques le 13 février 1587, avant d'être reprise par les protestants le jour même.
En 1608, Plaisance fut vendue pour 4 200 livres (soit un peu plus de 140 000 euros de 2024) à la maison (protestante) de Durand de Bonne de Sénégas. En 1666, le château fut rasé par arrêt de la cour des Grands Jours d'Auvergne, en condamnation du Baron de Sénégas. Ce dernier, après acheté la ville et le château, exigea des droits seigneuriaux aux habitants, alors qu'ils en avaient été affranchis. Ils refusèrent de payer et durent subir de nombreuses exactions, meurtres et pillages. Soutenus par le seigneur François de Nogaret (catholique), du château voisin de La Bastide Teulat, ils portèrent l'affaire devant le tribunal des Grands Jours. En 1665, le seigneur Durand de Sénégas est condamné : il doit payer une lourde somme d'argent, ses biens seront rasés et il sera décapité sur la place St- Blaise (on ne trouve aucune trace de cette exécution).
La commune été unie à celle de Coupiac et recréée par ordonnance royale le 12 février 1832. De 1833 à 1874, la commune est unie à celle de La Bastide-Solages.

## Politique et administration

### Découpage territorial
La commune de Plaisance est membre de la communauté de communes Saint Affricain, Roquefort, Sept Vallons, un établissement public de coopération intercommunale (EPCI) à fiscalité propre créé le 1er janvier 2017 dont le siège est à Vabres-l'Abbaye. Ce dernier est par ailleurs membre d'autres groupements intercommunaux.
Sur le plan administratif, elle est rattachée à l'arrondissement de Millau, au département de l'Aveyron et à la région Occitanie. Sur le plan électoral, elle dépend du  canton des Causses-Rougiers pour l'élection des conseillers départementaux, depuis le redécoupage cantonal de 2014 entré en vigueur en 2015, et de la troisième circonscription de l'Aveyron  pour les élections législatives, depuis le dernier découpage électoral de 2010.

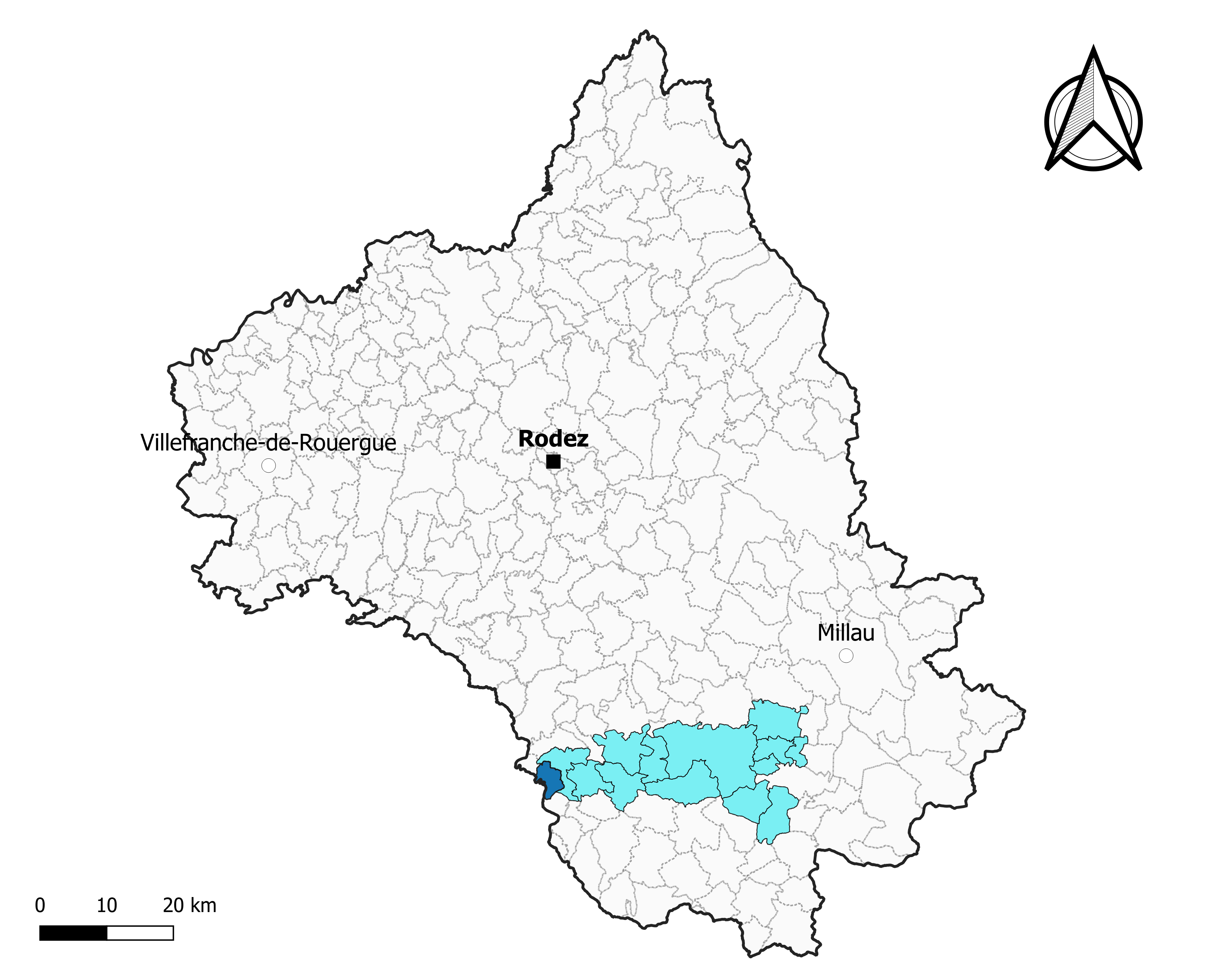
Plaisance dans l'intercommunalité en 2020.
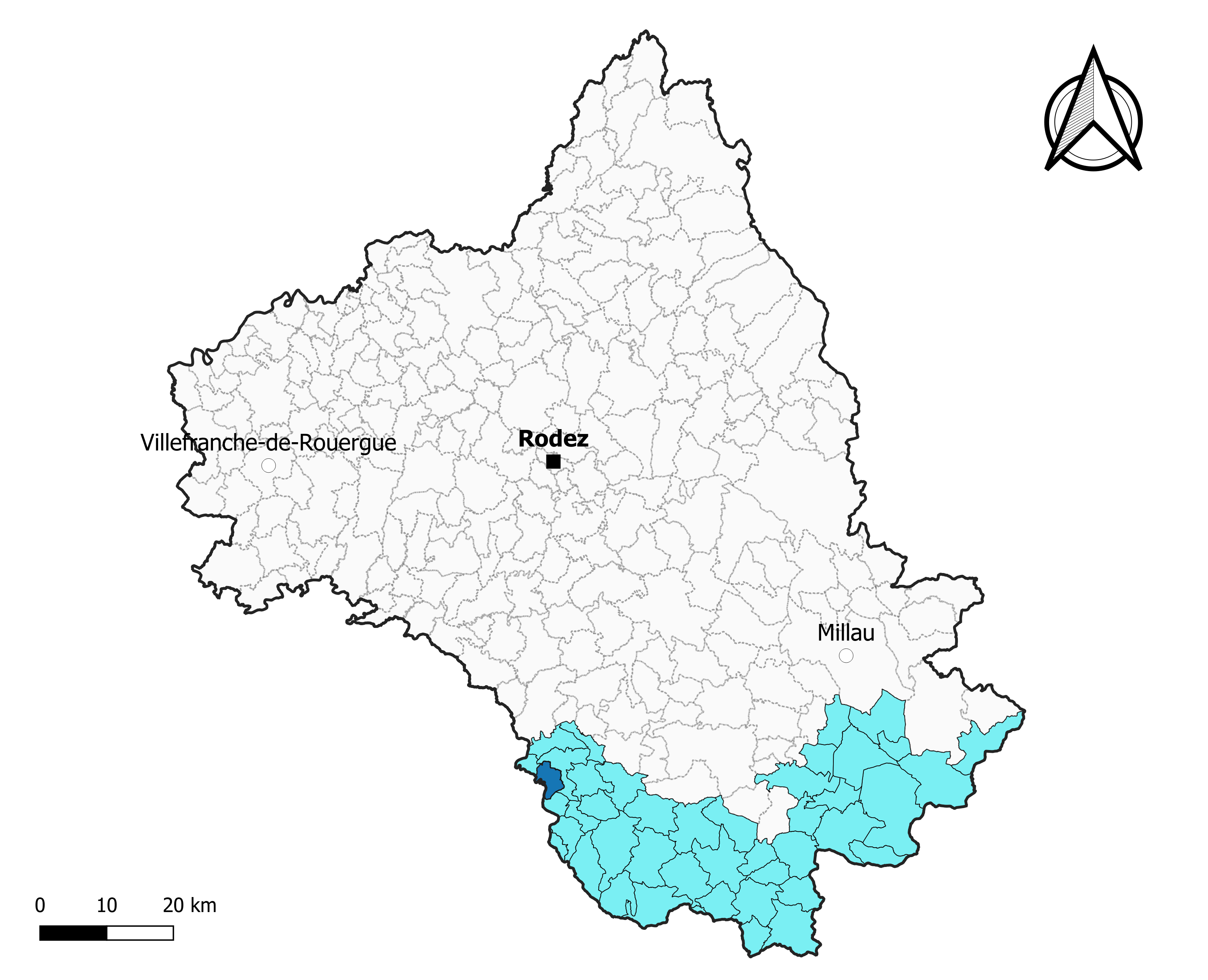
Plaisance dans le canton des Causses-Rougiers en 2020.
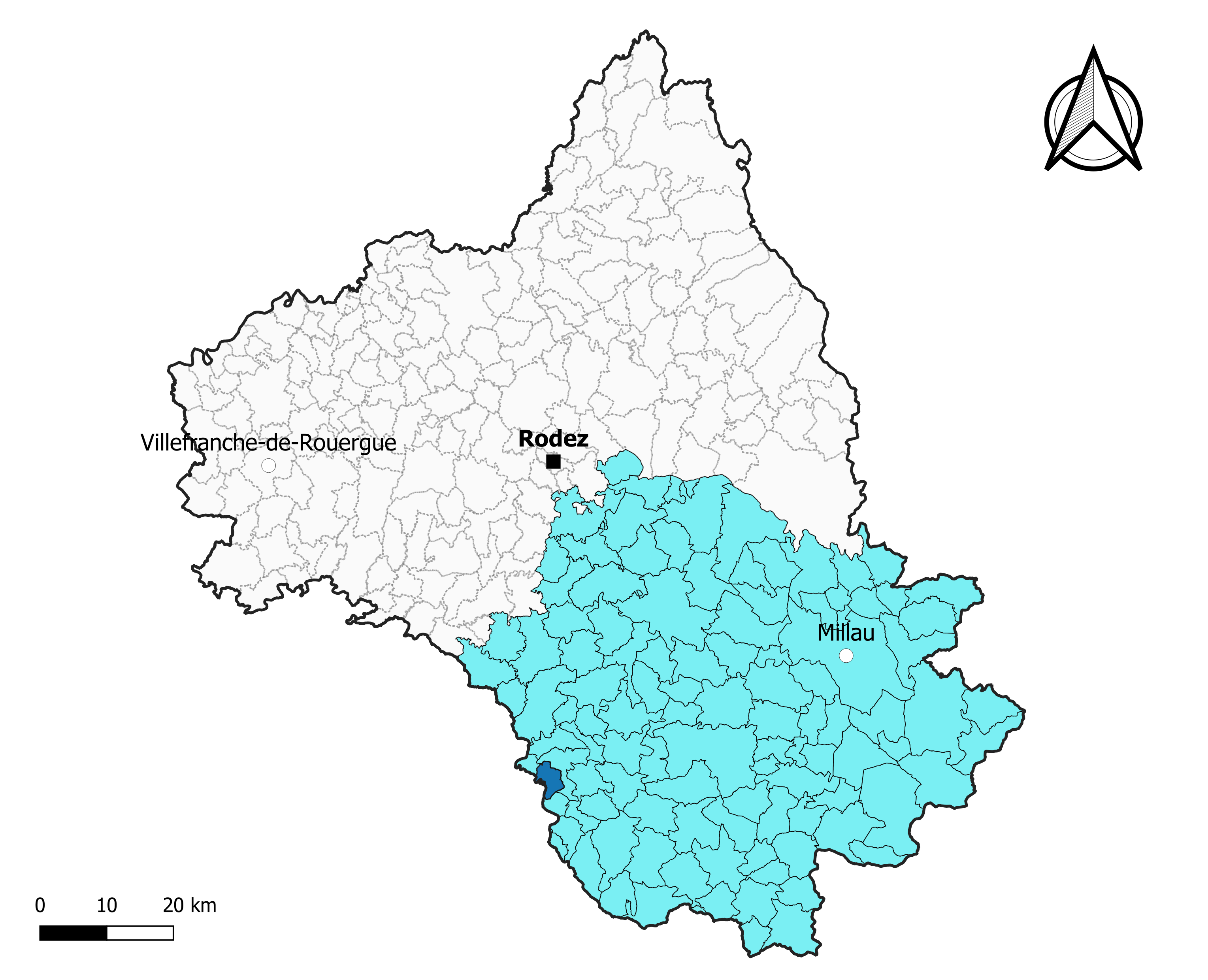
Plaisance dans l'arrondissement de Millau en 2020.

### Élections municipales et communautaires

#### Élections de 2020
Le conseil municipal de Plaisance, commune de moins de 1 000 habitants, est élu au scrutin majoritaire plurinominal à deux tours avec candidatures isolées ou groupées et possibilité de panachage. Compte tenu de la population communale, le nombre de sièges à pourvoir lors des élections municipales de 2020 est de 11. Sur les dix-sept candidats en lice, onze sont élus dès le premier tour, le 15 mars 2020, correspondant à la totalité des sièges à pourvoir, avec un taux de participation de 48,05 %.
Thierry Arnal est élu nouveau maire de la commune le 23 mai 2020.
Dans les communes de moins de 1 000 habitants, les conseillers communautaires sont désignés parmi les conseillers municipaux élus en suivant l’ordre du tableau (maire, adjoints puis conseillers municipaux) et dans la limite du nombre de sièges attribués à la commune au sein du conseil communautaire. Un siège est attribué à la commune au sein de la communauté de communes Saint Affricain, Roquefort, Sept Vallons.

#### Liste des maires
| Période                                  | Période   | Identité       | Étiquette | Qualité    |
| ---------------------------------------- | --------- | -------------- | --------- | ---------- |
| avant 1988                               | 1989      | Roger Cadas    |           |            |
| 1989                                     | mars 2001 | Yves Trouillet |           | Pharmacien |
| mars 2001                                | mai 2020  | André Bec      |           | Artisan    |
| mai 2020                                 | En cours  | Thierry Arnal, |           | Commerçant |
| Les données manquantes sont à compléter. |           |                |           |            |

## Démographie
L'évolution du nombre d'habitants est connue à travers les recensements de la population effectués dans la commune depuis 1793. Pour les communes de moins de 10 000 habitants, une enquête de recensement portant sur toute la population est réalisée tous les cinq ans, les populations de référence des années intermédiaires étant quant à elles estimées par interpolation ou extrapolation. Pour la commune, le premier recensement exhaustif entrant dans le cadre du nouveau dispositif a été réalisé en 2006.

En 2022, la commune comptait 221 habitants, en évolution de −0,9 % par rapport à 2016 (Aveyron : +0,37 %, France hors Mayotte : +2,11 %).
| 1793 | 1800 | 1821  | 1831  | 1836  | 1841  | 1846  | 1851  | 1856  |
| ---- | ---- | ----- | ----- | ----- | ----- | ----- | ----- | ----- |
| 800  | 855  | 1 307 | 1 603 | 1 620 | 1 751 | 1 759 | 1 816 | 1 721 |

| 1861  | 1866  | 1872  | 1876  | 1881  | 1886 | 1891 | 1896 | 1901 |
| ----- | ----- | ----- | ----- | ----- | ---- | ---- | ---- | ---- |
| 1 665 | 1 573 | 1 528 | 1 063 | 1 043 | 974  | 888  | 837  | 847  |

| 1906 | 1911 | 1921 | 1926 | 1931 | 1936 | 1946 | 1954 | 1962 |
| ---- | ---- | ---- | ---- | ---- | ---- | ---- | ---- | ---- |
| 792  | 739  | 673  | 718  | 644  | 558  | 523  | 520  | 403  |

| 1968 | 1975 | 1982 | 1990 | 1999 | 2006 | 2011 | 2016 | 2021 |
| ---- | ---- | ---- | ---- | ---- | ---- | ---- | ---- | ---- |
| 318  | 280  | 282  | 228  | 228  | 230  | 206  | 223  | 220  |

| 2022 | - | - | - | - | - | - | - | - |
| ---- | - | - | - | - | - | - | - | - |
| 221  | - | - | - | - | - | - | - | - |

## Économie

### Revenus
En 2018  (données Insee publiées en septembre 2021), la commune compte 111 ménages fiscaux, regroupant 214 personnes. La médiane du revenu disponible par unité de consommation est de 17 460 € (20 640 € dans le département).

### Emploi
| Division       | 2008  | 2013  | 2018  |
| -------------- | ----- | ----- | ----- |
| Commune        | 4 %   | 2,3 % | 8,1 % |
| Département    | 5,4 % | 7,1 % | 7,1 % |
| France entière | 8,3 % | 10 %  | 10 %  |

En 2018, la population âgée de 15 à 64 ans s'élève à 134 personnes, parmi lesquelles on compte 64 % d'actifs (55,9 % ayant un emploi et 8,1 % de chômeurs) et 36 % d'inactifs,. En  2018, le taux de chômage communal (au sens du recensement) des 15-64 ans est supérieur à celui du département, mais inférieur à celui de la France, alors qu'il était inférieur à celui du département et de la France en 2008.
La commune est hors attraction des villes,. Elle compte 61 emplois en 2018, contre 73 en 2013 et 72 en 2008. Le nombre d'actifs ayant un emploi résidant dans la commune est de 75, soit un indicateur de concentration d'emploi de 81,5 % et un taux d'activité parmi les 15 ans ou plus de 43,1 %.
Sur ces 75 actifs de 15 ans ou plus ayant un emploi, 31 travaillent dans la commune, soit 42 % des habitants. Pour se rendre au travail, 77,6 % des habitants utilisent un véhicule personnel ou de fonction à quatre roues, 1,3 % les transports en commun, 9,2 % s'y rendent en deux-roues, à vélo ou à pied et 11,8 % n'ont pas besoin de transport (travail au domicile).

### Activités hors agriculture
16 établissements sont implantés  à Plaisance au 31 décembre 2019.
Le secteur du commerce de gros et de détail, des transports, de l'hébergement et de la restauration est prépondérant sur la commune puisqu'il représente 37,5 % du nombre total d'établissements de la commune (6 sur les 16 entreprises implantées  à Plaisance), contre 27,5 % au niveau départemental.

### Agriculture
|               | 1988 | 2000 | 2010 | 2020 |
| ------------- | ---- | ---- | ---- | ---- |
| Exploitations | 17   | 13   | 10   | 7    |
| SAU (ha)      | 567  | 484  | 443  | 299  |

La commune est dans les Monts de Lacaune, une petite région agricole occupant le sud du département de l'Aveyron. En 2020, l'orientation technico-économique de l'agriculture  sur la commune est l'élevage d'ovins ou de caprins. Sept exploitations agricoles ayant leur siège dans la commune sont dénombrées lors du recensement agricole de 2020 (17 en 1988). La superficie agricole utilisée est de 299 ha,,.

## Culture locale et patrimoine

### Lieux et monuments

#### Église Saint-Martin
Classé MH (1929)

#### Croix
Classé MH (1929)

### Personnalités liées à la commune
- Joseph Henri Esquirol (1870-1934), missionnaire lazariste, linguiste et collecteur botaniste, né à Plaisance.